# Aleksandr Dovzhenko

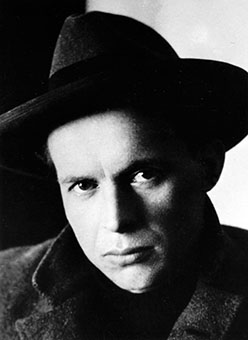
Aleksandr Dovzhenko en Berlín, 1923.

Aleksandr Petróvich Dovzhenko (ucraniano: Олександр Петрович Довженко; ruso: Александр Петрович Довженко) (Sósnytsia, gobernación de Cherníhiv (Imperio ruso), 10 de septiembre de 1894 - Peredélkino, óblast de Moscú (Unión Soviética), 25 de noviembre de 1956) fue un guionista, productor y director de cine ucraniano soviético. Es considerado uno de los pioneros más importantes del cine soviético junto con Serguéi Eisenstein y Vsévolod Pudovkin.

## Biografía
Dovzhenko nació en el jútor Viunysche en Sósnytsia, un asentamiento de tipo urbano en la gobernación de Cherníhiv, —en esa época parte del Imperio ruso, actualmente ubicado en el óblast de Chernígov en Ucrania—. Hijo de Petró Semiónovych Dovzhenko y Odarka Ermoláivna Dovzhenko. Sus ancestros eran cosacos que se habían establecido en Sósnytsia en el siglo XVIII, provenientes de la región de Poltava. Aleksandr era el séptimo de 14 hijos pero, debido a la alta tasa de mortalidad infantil, se convirtió en el hijo mayor antes de cumplir once años.
Aunque sus padres no tenían educación, su abuelo lo motivo a estudiar, lo que lo llevó a ser maestro a los 19 años de edad. Dovzhenko logró evitar el servicio militar durante la Primera Guerra Mundial y la Revolución rusa de 1917 debido a una enfermedad cardíaca, pero se unió al Partido Ucraniano Socialista-Revolucionario Borotbista a principios de los años 1920. Llegó a servir como asistente del Embajador en Varsovia así como en Berlín. Luego de su regreso a Ucrania en 1923, comenzó a ilustrar libros y dibujar caricaturas en Kiev.
Inició su carrera en 1926, cuando se mudó a Odesa. Allí produjo el segundo guion que había escrito, Vasya reformátor, el cual también dirigió. Obtuvo mayor éxito con Zvenigorá en 1928, lo cual lo estableció como uno de los cineastas más importantes de la época. Sus próximas tres películas (Arsenal, Tierra e Iván), conocidas como la "Trilogía Ucraniana", son sus trabajos más conocidos internacionalmente, aunque los críticos soviéticos la despreciaron, ya que algunos consideraron que su realismo era contrarrevolucionario. La película "Tierra" fue incluida en la lista de las 12 mejores películas de todos los tiempos y naciones según la versión de la Exposición Mundial de Bruselas.
Aunque había sido un periodista activo al servicio del Ejército Rojo durante la Segunda Guerra Mundial, Dovzhenko, sin embargo, se sentía oprimido por la incipiente burocracia de la Unión Soviética bajo el mando de Stalin. Luego de pasar varios años escribiendo y produciendo filmes en el estudio Mosfilm en Moscú, Dovzhenko empezó a escribir novelas únicamente. Durante 20 años de carrera, dirigió personalmente sólo 7 filmes.
También fue el mentor de los jóvenes cineastas Larisa Shepitko y Serguéi Paradzhánov. Dovzhenko murió de un ataque al corazón el 25 de noviembre de 1956 en Moscú. Su esposa, Yulia Sólntseva continuó su legado al producir sus propios filmes y otros proyectos que él no fue capaz de concluir.
Los Estudios Cinematográficos Dovzhenko en Kiev fueron nombrados así en su honor luego de su muerte.

## Filmografía
- Los frutos del amor (ruso: Ягoдка Любви, translit. Yágodka lyubví; ucraniano: Ягідки кохання, translit. Yáhidky kojannya) (1926)
- Vasya reformátor (ruso y ucraniano: Вася - реформатор) (1926)
- La valija diplomática (ruso: Сумка дипкурьера; ucraniano: Сумка дипкур'єра) (1927)
- Zvenigorá (ruso y ucraniano: Звенигора) (1928)
- Arsenal (ruso y ucraniano: Арсенал) (1928)
- Tierra (ruso y ucraniano: Зeмля) (1930)
- Iván (ucraniano: Іван, ruso: Ивaн) (1932)
- Aerograd (ruso: Аэроград; ucraniano: Аероград) (1935)
- Bukovina, tierra Ucraniana (ruso: Буковина, земля Украинская; ucraniano: Буковина, зeмля Українськa) (1939)
- Schors (ruso y ucraniano: Щopc) (1939)
- Liberación (ucraniano: Визволення, ruso: Освобождениe) (1940)
- La lucha por nuestra Ucrania Soviética (ruso: Битва за нашу Советскую Украину; ucraniano: Битва за нашу Радянську Україну) (1943)
- Tierra patria (ruso: Cтpaнa poднaя, ucraniano: Рідна країна, armenio: Yerkir hayreni)[2] (1945)
- Victoria en Ucrania del Margen derecho (Pobeda na Pravoberézhnoi Ukraine i izgnániye nemétsij zajvátchikov za predely Ukraínskij soviétskij zemel , ruso: Победа на Правобережной Украине и изгнание немецких захватчиков за пределы украинских советских земель; ucraniano: Перемога на Правобережній Україн) (1945, documental)
- La vida en flor (ruso: Мичурин, ucraniano: Мічурін) (1948)
- ¡Adiós, América! (ruso: Прощай, Америка!, ucraniano: Прощавай, Америко!) (1951)
- Poema del mar (ruso: Поэма о море) (1959)